# Kees Fensbrug
De Kees Fensbrug (brugnummer 49) is een vaste welfbrug in Amsterdam-Centrum.
De brug vormt de verbinding tussen de Hartenstraat en Reestraat en overspant de Keizersgracht. Er ligt hier al minstens een eeuw een brug als de gemeente Amsterdam in 1881 besluit dat de brug verlaagd moet worden. De welf- of boogbrug (ook wel bochelbrug) moet verlaagd worden omdat anders verkeer niet tegen de brug opkomt of ongelukken maakt tijdens het afdalen (denk daarbij aan paard en wagen). Een schoonheidscommissie is nog tegen, want het historisch stadsgezicht zou daarbij schade oplopen; de gemeente zet echter door, maar de werkzaamheden werden opgeschort naar 1885. De brug zorgt verder niet voor problemen. In de jaren zeventig van de 20e eeuw komt de gemeenteraad op zijn besluit terug; de brug werd vervolgens in oude staat hersteld, met drie gewelven/doorvaarten.
In 2009 werd de brug vernoemd naar literatuurcriticus Kees Fens, die vanuit zijn huis uitkeek op de brug. Job Cohen, dan burgemeester van Amsterdam, was bij de tenaamstelling aanwezig.

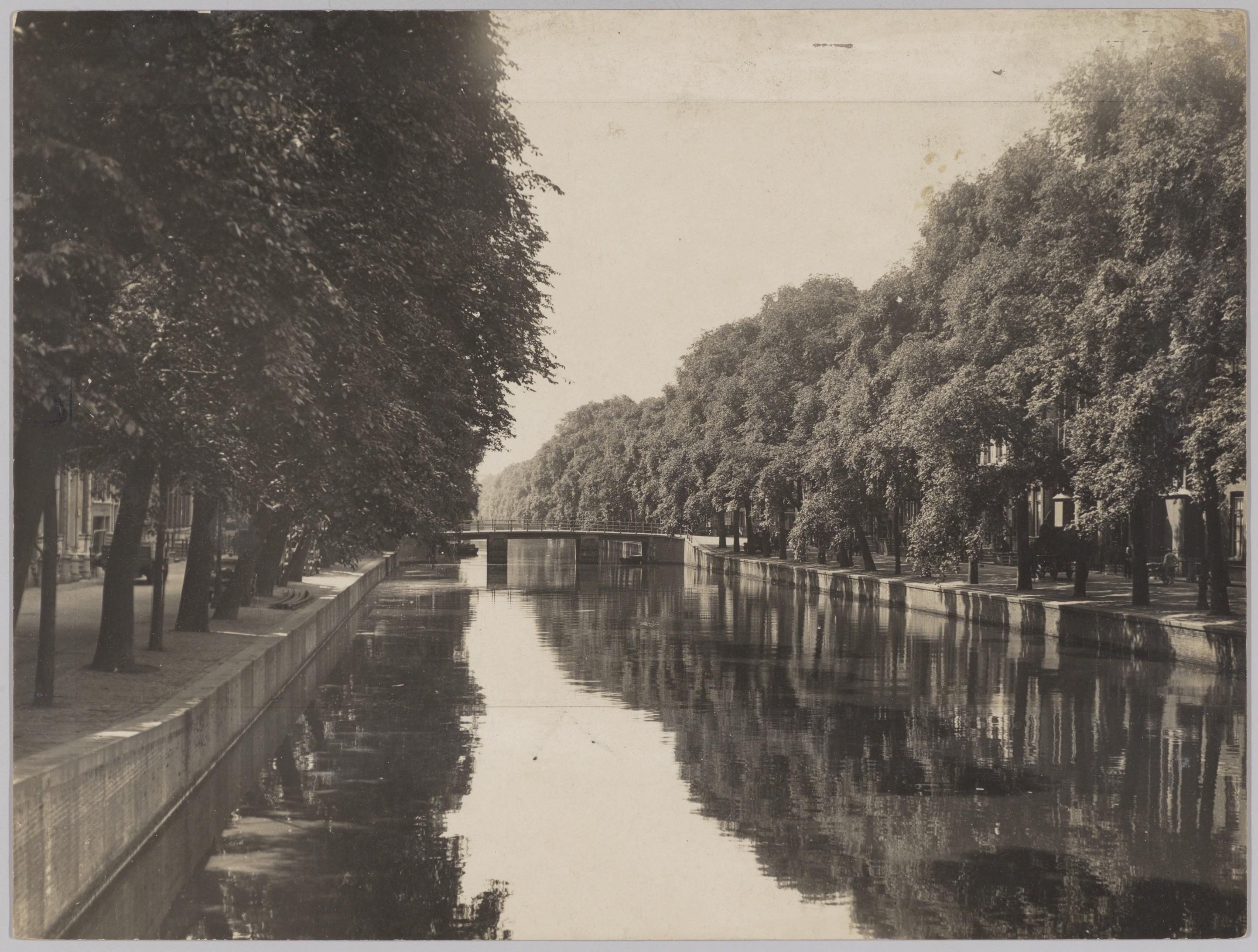
De voorganger van de huidige brug in 1925

1 · 2 · 3 · 4 · 5 · 6 · 7 · 8 · 9 · 10 · 11 · 12 · 13 · 14 · 15 · 16 · 17 · 18 · 19 · 20 · 21 · 22 · 23 · 24 · 25 · 26 · 27 · 28 · 29 · 30 · 31 · 32 · 34 · 35 · 36 · 37 · 38 · 39 · 40 · 41 · 42 · 43 · 44 · 45 · 46 · 47 · 48 · 49 · 50 · 51 · 52 · 53 · 54 · 55 · 56 · 57 · 58 · 59 · 60 · 61 · 62 · 63 · 64 · 65 · 66 · 67 · 68 · 69 · 70 · 71 · 72 · 73 · 74 · 75 · 76 · 77 · 78 · 79 · 80 · 81 · 82 · 84 · 85 · 86 · 87 · 88 · 89 · 90 · 91 · 92 · 93 · 94 · 95 · 96 · 97 · 98 · 99 · >>>
Brugnummers 33 en 83 zijn niet (meer) vergeven